# Saltillo (Puebla)
Saltillo es una población del estado mexicano de Puebla, cabecera del municipio de Lafragua, en el oriente del estado.

## Toponimia
El nombre de Saltillo proviene de la palabra náhuatl Atlcholoa, que está compuesta de  atl, que significa agua, y Choloa, que significa goteo. Por lo tanto, Saltillo significa agua que gotea.

## Historia
Su fundación se remonta a la época de los nahuas y totonacas, radicados en Atlcholoa. Este pequeño girón del suelo patrio, enclavado en las rugosidades de la Sierra Madre Oriental, muralla perenne de la altiplanicie mexicana, llamado El "Saltillo" por sus primogenios fundadores, nombre que se deriva de un salto o pequeña cascada que existe en el barranco que atraviesa el corazón del pueblo, y allá por el año de 1890 conocido oficialmente como Saltillo Lafragua en honor del eminente jurisconsulto poblano Don José María Lafragua, está fundado en el lugar que antiguamente se conoció con el nombre de "Los Cinco Sitios", que se localiza en el lugar denominado "Ameyalco", correspondía a la jurisdicción de San Pedro Chilchotla, del Distrito de San Andrés Chalchicomula.
El 5 de mayo de 1895 por Decreto del Supremo Gobierno del Estado, se erigió como Municipio Libre, siendo su primer presidente municipal el ciudadano José de Jesús Gómez. Iniciando así este pueblo a una nueva era de prosperidad que por razón de trágicos destinos se truncó en el Movimiento Armado de 1910 y culminó su destrucción con el fuerte sismo registrado en el año de 1920; gran parte de los habitantes de la cabecera municipal se trasladaron a la Hacienda de Huecapan y le denominaron Saltillo Nuevo.
La cabecera municipal es el pueblo de Saltillo (Saltillo Viejo), en enero de 1896 se establecieron las oficinas del registro civil.

## Tradiciones
En el municipio de Lafragua, son de celebración los días: 19 de marzo en honor a San José fiesta patronal; 5 de mayo Batalla de Puebla, 15 de mayo en honor a San Isidro; 15 y 16 de septiembre día de la Independencia de México; 12 de octubre en Tlanalapan, 28 de octubre en honor a San Judas Tadeo; 1 y 2 de noviembre a todos los santos y fieles difuntos; 12 de diciembre en honor a la Virgen de Guadalupe.